# Дубровачки кнез
Дубровачки кнез (лат. rector, или итал. rettore) је био на челу извршне власти Дубровачке републике, тј. „Малог већа“ (лат. Consilium minus) од 11 чланова.

## Надлежности и обавезе Дубровачког кнеза
Кнез је становао у току свог мандата у Кнежевој палати у граду под Срђем и за то време носио би кнежевску одору (дуги свилени капут широких рукава).

Свилену одећу у ондашњем Дубровнику (лат. Ragusium, или Ragusa) смели су носити само ректор (кнез) и племићи, а капути »већника« (лат. consiliarii) били су са унутрашње стране подстављени крзном, али је само кнежев »хабит« (свечана одећа, посебно украшена) био црвене боје.
Цела територија Дубровачке републике је била подјељена на мање управне делове, које су контролисали засебни »кнезови« (у Коновалама, Жупи, Сланом и Стону, на острвима Ластово, Мљету, Шипану и Лопуду) и »капетани« (у Цавтату, Јањини и Трстену).

Унутрашњу и спољну политику Дубровачке републике није водио кнез, већ месни Сенат (лат. Senatus Ragusinus) од 45 чланова, који је званично називан — „Веће умољених“ (лат. Consilium rogatorum), а законодавна власт припадала је Скупштини, односно „Великом већу“ (лат. Consilium maius), коју је чинила сва мушка властела након навршених 18 година.
Кнеза су Турци називали „вели кнез“ или „велики кнез“, а бирао се на сваких месец дана.

Њега је бирало „Велико веће“, између најугледнијих припадника старије властеле.
 
Током времена настао је обичај да исто лице не може у једној години бити два пута кнез. Дубровачки кнез није имао никакву стварну власт; увек је своја овлашћења вршио заједно са „Малим већем“.
 
Кнез је по положају био „Чувар државног печата“.
Дубровачка грађанска класа је такође савета и захтева доприносила друштвено-управном животу републике, преко своје две најпознатије лаичке братовштине познате под именима Антунини и Лазарини (настала је од једног дела Антнина).

## Правна контрола рада кнеза
Конкретна правна овлаштења сваког управног тела Дубровачке републике регулисао је Дубровачки статут (лат. Liber statutorum civitatis Ragusii), донесен први пут 1279. године, а потом допуњен 1437. године.
 
Статут обухвата осам књига, од којих су првих седам донете 1272. године, а осма представља зборник допуна и измена изворнога текста, које су учињене до 1358. године.
 
Прве три књиге Статута посвећене су државној организацији, четврта приватном праву, док су у петој књизи истовремено нашле места норме приватног и јавног права.
 
Шеста књига је посвећена кривичном, а седма поморском праву.
Разрађивање статутарних норми вршено је хронолошким редом преко
„Зелене књиге“ (лат. Liber viridis) и „Жуте књиге“ (лат. Liber croceus) назване су тако по боји својих корица.
 
У „Зелену књигу“ вршени су уписи од 1358. до 1460. године, а од тада па до 1808. године у „Жуту књигу“.
Посебно важан државни орган у Дубровнику били су чувари закона, тј. „Државни провизори“ (лат. Proveditores terræ, или итал. Provveditori dello stato), који ради као стална магистратура од 1477. године.

Петорицу провизора (тројицу после 1667. године) бирало је „Велико веће“ на једногодишњи мандат из редова властеле старије од 50 година.
 
Њима је био поверен надзор над радом кнеза и сва три већа утолико што су својим ветом могли спречити извршење сваког закључка или одлуке напред поменутих органа, уколико нађу да је акт неког од њих супротан дубровачким законима.
 
Кроз рад овога органа дубровачко право је упознало ону установу која се у модерноме праву назива контролом уставности.

## Ограничена самосталност Дубровачке републике
Дубровник је од 27. маја 1358. године био под номиналном влашћу Краљевине Мађарске (лат. Regnum Hungariæ: 1000-1526), тј. био је дужан да истој плаћа годишњи данак (500 дуката) и да у свечане дане истиче мађарску заставу, а у случају рата морали су је помагати на мору, док се са друге стране, мађарски краљеви нису мешали у њихове унутрашње послове републике.
 
Дубровник остаје под (формалном) мађарском влашћу све до 29. августа 1526. године, када је уништена Краљевина Мађарска, односно до битке код Мохача.
Убрзо после француске окупације Дубровника (25. маја 1806. године), укида се Дубровачка република (31. јануар 1808. године) и укида положај дубровачког кнеза (ректора).